# تيتسوؤو كاغاوا
تيتسوؤو كاغاوا (باليابانية: 香川哲男؛ بالكانا: かがわ てつお) هو عالم فلك ياباني، ولد في 1969 في أوا في اليابان.